# محمد السني دفع الله
محمد السني دفع الله ممثل سوادني مواليد مدينة ود مدني

## المراحل الدراسية
- درس حتى الثانوى بود مدنى
- المعهد العالي للموسيقى والمسرح
- جامعة السودان ـ كلية الموسيقى والمسرح ـ الخرطوم
- دبلوم مسرح الأطفال تخصص ـ عرائس ـ 1976
- دبلوم مسرح ـ تخصص إخراج وتمثيل ـ 1977
- دبلوم الدراسات العليا في الإخراج
- المعهد العالي للفنون المسرحية
- أكاديمية الفنون ـ القاهرة 1989

## مجالات العمل
- عمل محاضراً في المعهد العالي للموسيقى والمسرح
- عمل نائبا رئيس اتحاد المهن التمثيلية ـ السودان
- المدير العام ـ سني أرت ميديا
- أستاذ وخبير مادة الدراما والفنون الأدائية ـ مدرسة عبد الرحمن بن جاسم المستقلة ـ الوكرة
- مؤسس جماعة مسرح الأطفال ـ 1974
- عضو مؤسس فرقة العرائس السودانية ـ 1976
- مؤسس فرقة أمل للأطفال الصم وضعاف السمع ـ 1978
- مؤسس مختبر ـ سودانوي للتجارب المسرحية ـ 1995

## أعمال مسرحية
عمل في عدة مسرحيات منها
- سيزوي بانزي
- عمل في مسرح العرائس برفقة الراحل محمد رضا حسين، واخترع فكرة برنامج ((آصحاب آصحاب)) وشخصيات سودانية للأطفال ويقوم بتأليف قصص لهم ويعد تاريخ السودان من خلال موسوعة مبسطة للأطفال في منتصف السبعينيات وحتى أواخرها.

## أعمال سينمائية
- الإرهاب والكباب مع الفنان عادل إمام.[1][2]
- الحب في الثلاجة (فيلم) للمخرج سعيد حامد.
- عرس الزين [3]
- الكنز في دور نوبي من إخراج شريف عرفة مع محمد رمضان ومحمد سعد.[2]

## مشاركات
- مشارك بالعديد من المهرجانات
- مخرج للعديد من الأفلام الوثائقية
- مهتم بالأبحاث وإعداد الورش الفنية

له تجربة متفردة في المسرح التفاعلي القيمي

## جوائز حصل عليها
- حائزة على جائزة الدولة التقديرية ـ 1976
- جائزة في التمثيل مهرجان الثقافة الخرطوم ـ 1978
- جائزة أفضل ممثل مهرجان نمارق للمسرحيات القصيرة ـ 1992
- جائزة أفضل مساهمة عربية مهرجان الدوحة المسرحي ـ 2014
- جائزة محمود صالح للتأليف المسرحي 2016[4]

```
له مساهماته الفاعلة في فنون الأطفال والشباب والمسرح الكبير
```

من تكوين للفرق والجماعات والعمل معها من الورش إلى العروض الإبداعية
شارك ايضاً في مسلسل منها المسلسلات الكومييدي المتميز (فايز التوش)

## وصلات خارجية
- محمد السني دفع الله على موقع قاعدة بيانات الأفلام العربية